# Antonello Grimaldi
Antonello Grimaldi (eigentlich Antonio Luigi Grimaldi, * 14. August 1955 in Sassari, Sardinien) ist ein italienischer Filmregisseur.

## Leben
Grimaldi studierte zunächst in seiner Heimatstadt Sassari Jura. Von 1980 bis 1983 erhielt er eine Regieausbildung an der Gaumont-Filmschule in Rom. Sein Regiedebüt gab er 1985 mit dem von Renzo Rossellini produzierten Episodenfilm Juke Box. Nach journalistischer Tätigkeit und Erfahrungen als Programmleiter bei RAITre legte er 1988 seinen ersten eigenständigen Langspielfilm  Nulla ci può fermare vor. Der dritte Film Il cielo è sempre più blu aus dem Jahr 1995 schaffte den Weg ins Ausland über Festivals und schließlich ins britische Kino. In Deutschland wurde er auf der Berlinale 1996 in der Sektion Panorama gezeigt. Nach zwei weiteren Kinofilmen folgten einige italienische Fernsehproduktionen. 2008 drehte er seinen bislang erfolgreichsten Film Stilles Chaos mit Nanni Moretti in der Hauptrolle. Moretti schrieb auch das Drehbuch. Der Film wurde zum Wettbewerb der Berlinale 2008 eingeladen und für zahlreiche David di Donatello nominiert. Er gewann den italienischen Filmpreis schließlich in den Kategorien Beste Musik, Bester Song und Alessandro Gassmann erhielt den Preis für den besten Nebendarsteller. Für einige Produktionen war Grimaldi auch als Gesamtleiter, für andere als Schauspieler tätig.
Mitte der 1980er Jahre hatte Grimaldi bereits die Filmgesellschaft „Vertigo“ gegründet, die Dokumentar- und Werbefilme produziert.

## Filmografie (Auswahl)
Darsteller
- 1997: Nirvana
- 2006: Der Italiener (Il Caimano)

Regie
- 2000: Ein unmögliches Verbrechen (Un delitto impossibile)[2]
- 2004: Im Zeichen des Drachen (La moglie cinese)
- 2008: Stilles Chaos (Caos calmo)